# Rhadamiste
Rhadamiste ou Hradamiste est un roi vassal d'Arménie sous protectorat romain, de 51 à 54.

## Biographie
Il est le fils du roi d'Ibérie Pharsman Ier, et épouse Zénobie, fille de Mithridate, roi d'Arménie, qui était sa cousine. 
Il n'en détrône pas moins son beau-père et le fait périr par trahison pour s'emparer de ses États. Attaqué à son tour par le roi parthe Vologèse Ier, il se réfugie dans les États de son père, mais celui-ci, sous prétexte d'un complot que Rhadamiste aurait formé contre lui, le fait assassiner en 58. 
Pendant qu'il fuit d'Arménie, Rhadamiste, se voyant sur le point de tomber avec Zénobie au pouvoir de l'ennemi, poignarde lui-même cette princesse, et la jette dans l'Araxe. Cet événement tragique longuement évoqué par Tacite dans les Annales a fourni à Crébillon le sujet d'une tragédie : Rhadamiste et Zénobie d'où est tiré le livret de l'opéra de Haendel Radamisto créé en 1720.
Dans la tragédie de Crébillon, Rhadamiste a une fille unique, dont l'existence historique n'est pas attestée :
- Perside, qui épousa Helvidius Priscus.